# Reverberator
Reverberator (The Reveberator) est un court roman d'Henry James.
Publié d'abord en feuilleton dans le Macmillan's Magazine en 1888, ce court roman, repris en volume la même année chez Macmillan and Co., paraît simultanément le 5 juin 1888 à Londres et New York.
Œuvre légère, d'influence balzacienne, Reverberator s'apparente à une charmante comédie de mœurs.

## Résumé
Correspondant à Paris pour le compte du Reverberator, un journal à potins américain, George Flack est toujours à l'affût des moindres ragots sur ses riches compatriotes de passage ou expatriés dans la capitale française. Depuis peu, l'une de ses sources est l'indiscrète Francie Dosson, une jolie Américaine toujours heureuse de médire sur les Probert, la famille francisée d’origine américaine de son fiancé Gaston.
Quand paraissent dans le journal les commérages de Francie, le scandale fait l'effet d'une bombe et atteint de plein fouet la réputation irréprochable des Probert qui se piquent d'appartenir au cercle très fermé des comtesses de Cliché, de Brécourt et de Douves. Outragée, la famille cherche à découvrir d'où viennent ces racontars qui, en raison des détails juteux livrés en pâture au public, ne peuvent avoir été divulgués que par l'un de ses propres membres. Or, quand Gaston interroge Francie à ce propos, la jeune fille ne tente même pas de dissimuler qu'elle est l'unique responsable des récentes révélations. Désarçonné par les indiscrétions de sa fiancée, le jeune homme, amoureux fou, est également découragé : il comprend qu'il devra affronter seul le clan Probert qui s'opposera maintenant à son mariage. Il reçoit alors le soutien inattendu de sa sœur Suzanne qui, elle, n'a pas froid aux yeux.

## Sources
- Edward Wagenknecht, The Novels of Henry James, New York: Frederick Ungar Publishing Co., 1983  (ISBN 0-8044-2959-6)
- Oscar Cargill, The Novels of Henry James, New York: Macmillan Co., 1961